# Псара (эсминец)
«Псара» (греч. Αντιτορπιλικό «Ψαρά») — греческий эскадренный миноносец типа «Дардо». Построен по заказу греческого правительства в 1929—1933 годах на верфи Odero Terni — Orland, Sestri Ponente, Италия. Как и предшественник Псара (броненосец) получил имя одного из трёх основных островов-оплотов греческого флота эпохи Греческой революции острова Псара. Соответственно два других корабля серии получили имена острова Идра (Идра (эсминец)) и острова Спеце (Спеце (эсминец)).
Четвёртое судно серии получило имя командующего греческим флотом в Балканские войны адмирала Кунтуриотиса (Кунтуриотис (эсминец)).
Эсминец принял участие в греко-итальянской войне 1940—1941 годов, сопровождая конвои. Эсминец также принял участие в трёх рейдах греческого флота в Отранто (пролив) (14-15 ноября 1940 года, 15-16 декабря 1940 года, 4-5 января 1941 года). 12 марта 1941 года в 11 милях к юго-западу от мыса Фалконера, под командованием капитана П. Констаса эсминец нанёс серьёзные повреждения итальянской подводной лодке. 26 марта 1941 года эсминец нанёс повреждения другой подводной лодке в 5 милях к юго-западу от острова Псара.
После вступления в войну Германии, пришедшей на помощь итальянцам, эсминец был потоплен немецкой авиацией в пасхальное воскресение 20 апреля 1941 года, на рейде города Мегара. При этом погибли 37 членов экипажа.

## Предшественники
- Парусный Псара (корвет). Вошёл в состав флота в 1829 году.
- Паровая Псара (канонерка). Вошла в состав флота в 1880 году
- Псара (броненосец). Вошёл в состав флота в 1890 году.

## Наследники
- Псара (фрегат) (см. Фрегаты типа «Гидра»). Вошёл в состав флота в 1998 году.